# Guy François
Guy François (18. září 1947 – 3. června 2019, Montréal) byl haitský fotbalový záložník.

## Fotbalová kariéra
Byl členem haitské reprezentace na Mistrovství světa ve fotbale 1974, nastoupil ve 2 utkáních. Za reprezentaci Haiti nastoupil v letech 1968–1974 v 17 utkáních a dal 1 gól. Na klubové úrovni hrál na Haiti za Violette AC.